# Петросян, Рафик Гарегинович
Рафи́к Гареги́нович Петрося́н (арм. Ռաֆիկ Գարեգինի Պետրոսյան; 1 мая 1940 село Дебед, Кировакан — 17 декабря 2021) — армянский правовед, депутат парламента Армении. Заслуженный юрист Республики Армения (2010).
- 1960—1965 — Ереванский государственный университет. Юрист. Награждён медалью президиума ВС СССР «За доблестный труд» (1970).
- 1965—1966 — аспирантура юридического факультета того же института. Доктор юридических наук, профессор.
- 1957—1958 — плотник на станции Апановка Казахской ССР.
- 1958—1962 — токарь на Кироваканском заводе прецизионных станков.
- 1966—1970 — судья Спитакского районного народного суда.
- 1971—1983 — преподаватель юридического факультета Ереванского государственного университета.
- 1984—1987 — заместитель декана, 1988—1996 — декан, а в 1991—2003 — заведующий кафедрой гражданского права юридического факультета Ереванского государственного университета.
- 1990—1995 — депутат парламента Армении.
- 1992—1995 — член Конституционной комиссии и рабочей группы.
- 2003—2007 — депутат парламента. Председатель постоянной комиссии по государственно-правовым вопросам. Член партии "РПА.
- 2007—2012 — вновь депутат парламента. Член партии "РПА.